# Nervus ischiadicus
De nervus ischiadicus of heupzenuw is de langste perifere zenuw van het lichaam. 

## Anatomie
De nervus ischiadicus ontspringt bij de lendenwervels en loopt na vertakking in de nervus peroneus communis en nervus tibialis door tot in de voet. De zenuw stuurt tal van spieren aan:
- Musculi gemelli
- Musculus quadratus femoris
- Musculus obturatorius internus
- Musculus biceps femoris
- Musculus semitendinosus
- Musculus semimembranosus

Bij nadere beschouwing bestaat de nervus ischiadicus reeds vanaf het heiligbeen uit de nervus peroneus communis en nervus tibialis. De nervus ischiadicus wordt bij veel mensen vanaf het heiligbeen tot aan de knie omgeven door bindweefsel.

## Pathologie
Neuralgie (zenuwpijn) van de nervus ischiadicus wordt vaak kortweg als "ischias" aangeduid. De oorzaak is meestal druk op de wortels van de nervus ischiadicus waar deze uit de wervelkolom naar buiten komen, en dit wordt vaak veroorzaakt door een rughernia.

## Varia
- Volgens de Joodse spijswetten mag de heupspier niet gegeten worden. Dit is een herinnering aan het gevecht van aartsvader Jakob met de engel, waarbij Jakob aan de heup gewond werd.[4]